# Jaume Monzó Cots
Jaume Monzó Cots   (Barcelona, 31 d'octubre de 1946 - Barcelona, 7 de gener de 2020) fou un nedador català de la dècada de 1960.
Pertanyia al CN Montjuïc. Fou múltiple campió estatal (1963-67) i va batre deu vegades el rècord d'Espanya de 200 m esquena, sis cops en una piscina de 50 m.
Guanyà la medalla d'argent en els 200 metres esquena al Campionat d'Europa de natació de 1966 a Utrecht. També competí en la mateixa prova als Jocs Olímpics d'Estiu de 1968. A més guanyà la medalla de bronze als Jocs del Mediterrani de 1967 a Tunis en 100 m esquena.